# Xu Chengzi
Xu Chengzi (许诚子S, Xǔ ChéngzǐP; 2 dicembre 1994) è una schermitrice cinese, specializzata nella spada.

## Palmarès
- Mondiali

Lipsia 2017: argento nella spada a squadre;
Wuxi 2018: bronzo nella spada a squadre.